# 12033 Anselmo
12033 Anselmo (1997 BD9) là một tiểu hành tinh nằm phía ngoài của vành đai chính được phát hiện ngày 31 tháng 1 năm 1997 bởi M. Tombelli và U. Munari ở Cima Ekar.